# David Edmonds
Pour les articles homonymes, voir Edmonds.
David Edmonds, né le 6 avril 1964, est un philosophe et animateur radiophonique du BBC World Service.

## Biographie
Edmonds est né en 1964Il a étudié à l'université d’Oxford, est titulaire d'un doctorat en philosophie de l'Open University et a été boursier à l'université de Chicago et à l'université du Michigan. Il est l'auteur de Caste Wars: A Philosophy of Discrimination (La guerre des castes : une philosophie de la discrimination) et co-auteur avec John Eidinow de Wittgenstein's Poker: The Story of a Ten-Minute Argument Between Two Great Philosophers (Le Tisonnier de Wittgenstein : histoire d'une discussion de dix minutes entre deux grands philosophes) et Bobby Fischer Goes to War: How the Soviets Lost the Most Extraordinary Chess Match of All Time (Bobby Fisher s'en va-t-en guerre : comment les soviétiques ont perdu la partie d’échecs la plus extraordinaire de tous les temps).
Avec Nigel Warburton, il a produit une série  populaire de podcasts intitulée : Philosophy Bites (La philosophie, ça mord) .
Il présente également la série de podcasts Philosophy 24/7  produite par Hugh Fraser du podcast Storynory, et anime avec Michael Chaplin sur les émissions de radio de la BBC The Ferryhill Philosophers.
Il a également écrit un livre sur le dilemme du tramway, intitulé Tueriez-vous le gros homme ? . En cela, il décrit le problème et plusieurs de ses variantes, offrant une vision globale du problème du trolley tout en analysant de nombreuses théories éthiques et comment elles répondraient à ce dilemme.

## Œuvres sélectionnées
- (en) Wittgenstein's Poker, Faber & Faber, 2001.   (ISBN 978-0-571-20909-5)[4]
- (en) Bobby Fischer Goes to War: How the Soviets Lost the Most Extraordinary Chess Match of All Time. 2004. HarperCollins Publishers.  (ISBN 0060510242)
- (en) Rousseau's Dog: Two Great Thinkers at War in the Age of Enlightenment. 2006.  (ISBN 978-0060744915)
- (en) Caste Wars, Routledge, 2006.  (ISBN 978-0-415-38537-4)
- (en) Would You Kill the Fat Man, Princeton University Press, 2013.  (ISBN 9781400848386). En français Le tramway qui tue, histoire d’un dilemme moral, ēliott, 2024
- (en) Undercover Robot, My First Year as a Human with Bertie Fraser, Walker Books, 2020.  (ISBN 978-1406388664)
- (en) The Murder of Professor Schlick: The Rise and Fall of the Vienna Circle, Princeton University Press, 2020.  (ISBN 978-0691-16490-8)